# Alexander Fraser, 18. Lord Saltoun
Alexander Fraser, 18. Lord Saltoun (* 5. Mai 1820; † 1. Februar 1886) war ein schottisch-britischer Peer, Offizier und Politiker.

## Leben
Er war der älteste Sohn des Hon. William Fraser (1791–1845) aus dessen Ehe mit Elizabeth Graham Macdowall († 1853). Sein Vater war der dritte und jüngste Sohn des Alexander Fraser, 16. Lord Saltoun (1758–1793).
1837 trat er als Ensign des 96th Regiment of Foot in die British Army ein. 1845 wechselte er als Captain zum 28th Regiment of Foot und 1852 wurde er zum Major befördert. Von 1854 bis 1855 war er als Lieutenant-Colonel Kommandeur des Miliz-Regiments von Aberdeenshire. Später hatte er das zeremonielle Amt eines Brigadier-General der Royal Company of Archers inne.
Beim kinderlosen Tod seines Onkels Alexander Fraser, 17. Lord Saltoun (1785–1853), erbte er am 18. August 1853 dessen Adelstitel als Lord Saltoun. 1859 wurde er als schottischer Representative Peer ins britische House of Lords gewählt. Er war Mitglied der Conservative Party hatte sein Mandat bis zu seinem Tod, 1886, inne. Er wurde in Fraserburgh, Aberdeenshire, begraben.

## Ehe und Nachkommen
Am 25. April 1849 heiratete er Charlotte Evans († 1890), Tochter des Thomas Browne Evans (1789–1871), Gutsherr von Deen House in Oxfordshire und North Tuddenham in Norfolk. Mit ihr hatte er drei Söhne und fünf Töchter:
- Alexander William Frederick Fraser, 19. Lord Saltoun (1851–1933), ⚭ 1885 Mary Helena Grattan-Bellew;
- Hon. Arthur Hay David Fraser (1852–1884), Captain der Scots Guards, ⚭ 1877 Lucy Jane Fergusson;
- Hon. Thomas Henry Day Fraser (1853–1854);
- Hon. Charlotte Elizabeth Eleanor Fraser (1850–1923), ⚭ (1) 1873 Lieutenant-Colonel William Henry Augustus Keppel, (2) 1903 Admiral Sir Henry Frederick Stephenson;
- Hon. Marjorie Alexandrina Louisa Fraser (1855–1869);
- Hon. Annie Mary Eleanor Fraser (1857–1895), ⚭ (1) 1875–1876 Robert Curzon, 15. Baron Zouche, ⚭ (2) 1893 Arthur Hill-Trevor, 2. Baron Trevor;
- Hon. Alexandrina Charlotte Hannah Fraser (1860–1861);
- Hon. Alexandra Catherine May Fraser (1862–1939), ⚭ 1883 John Houblon Forbes.